# Schachtsignalanlage

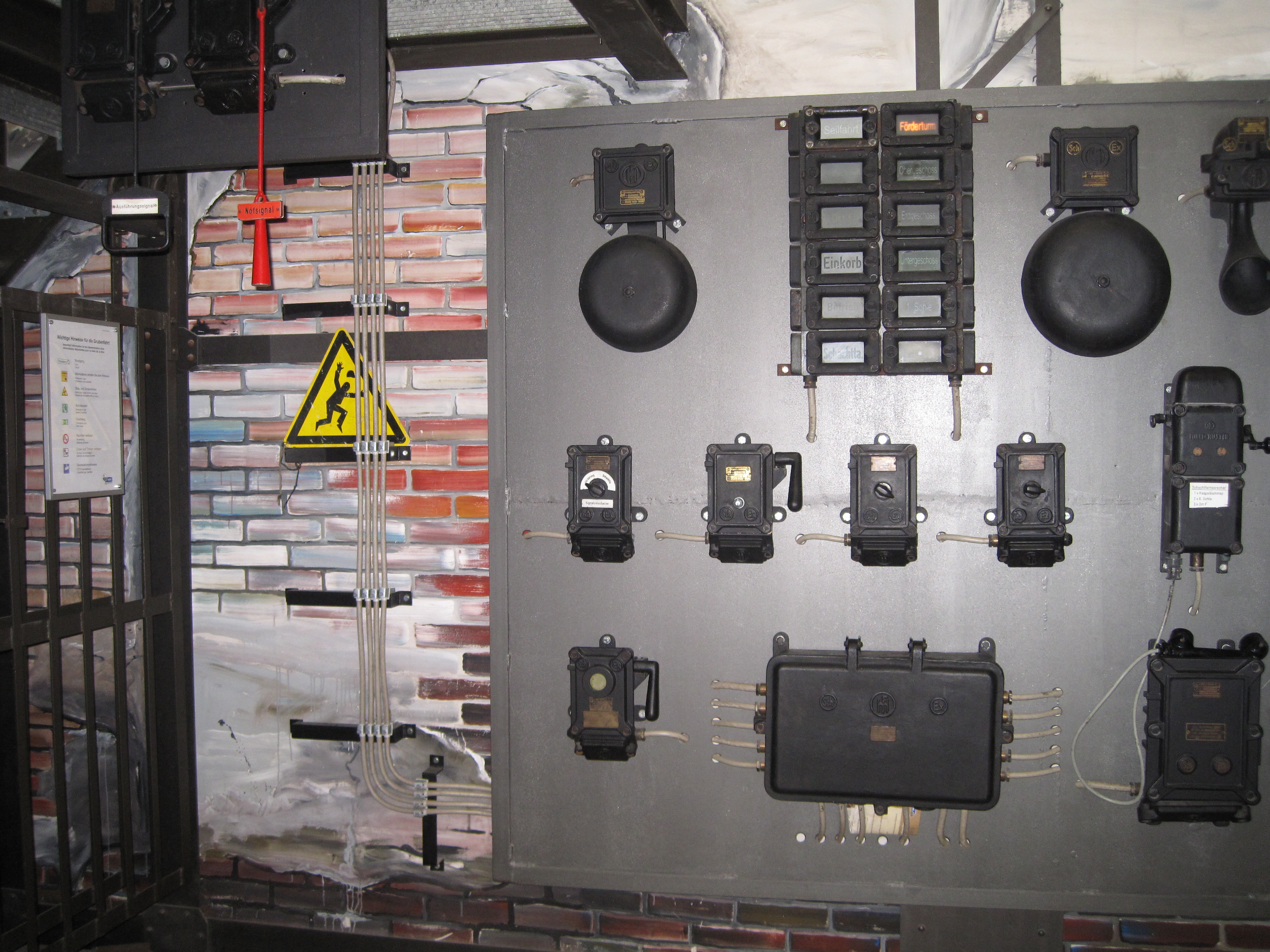
Schachtsignalanlage

Eine Schachtsignalanlage, auch Schachtsignaleinrichtung, ist eine technische Vorrichtung an einem Schacht, die zur Kommunikation zwischen dem Fördermaschinisten und dem Schachtbedienungspersonal dient. Bereits im frühen Bergbau dienten mechanische Signaleinrichtungen zur Verständigung zwischen den im Schacht arbeitenden Bergleuten und dem Treibemeister des Göpels.

## Grundlagen
Bei der Bedienung einer Schachtfördereinrichtung muss die Kommunikation zwischen Maschinenführer und Schachtbedienpersonal auf sicherem Wege erfolgen können. Eine einfache Möglichkeit ist die Verwendung akustischer oder optischer Signale. Akustische Signale haben dabei den Vorteil, dass sie von einer Person wahrgenommen werden, ohne dass diese Person besonders auf das Signal vorbereitet sein muss. Untertage ist es auch am Schacht oftmals sehr laut, sodass Signale nur verstanden werden, wenn sie eine genügend große Lautstärke haben. Auch Signale mit einem schrillen Ton heben sich vom Lärmpegel deutlich genug ab. Durch die Schachtsignalanlage ist eine Verständigung zwischen dem Füllort, der Hängebank und dem Fördermaschinisten möglich. Zusätzlich besteht noch die Möglichkeit der Kommunikation von einer beliebigen Stelle im Schacht aus zwischen den Schachthauern und dem Fördermaschinisten, z. B. bei Schachtarbeiten oder Schachtbefahrungen.

## Signaltechnische Betriebsmittel

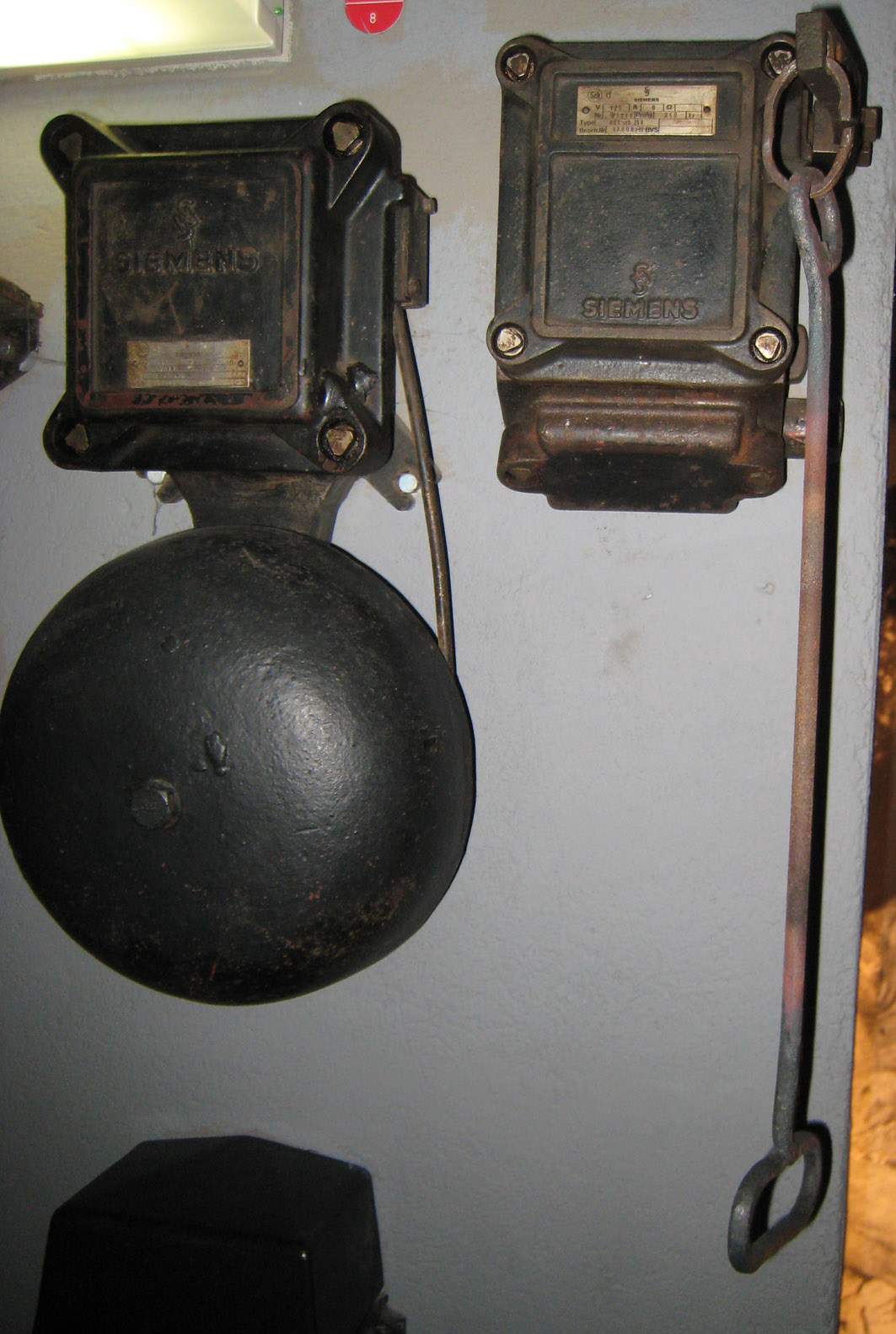
Signalglocke mit Anschlag im Bergischen Museum für Bergbau, Handwerk und Gewerbe in Bergisch Gladbach

Bei Tagesschächten müssen die Schachtsignalanlagen elektrisch betrieben werden. Die einzelnen Geräte müssen den elektrischen Vorschriften entsprechen. Im Steinkohlenbergbau ist es erforderlich, dass die Geräte neben dem allgemeinen Schutz vor Berührung auch schlagwettergeschützt sind. Damit es nicht zu Verwechslung bei der Bedienung kommt, müssen die einzelnen Bedienungsgeräte übersichtlich angeordnet sein. Die Bedienung der Signaleinrichtungen muss von einem sicheren Standort, von dem auch der Förder- oder Seilfahrtsbetrieb gut zu beobachten ist, möglich sein. Als Signalgeräte werden verschiedene Geräte verwendet, die es ermöglichen, Signale abzugeben, zu übertragen und zu empfangen. Es gibt Geräte für Einschlagsignale, für Fertigsignale und für Notsignale. Außerdem gibt es für den Bedarfsfall Einrichtungen zur mündlichen Kommunikation.

### Einschlagsignalgeräte
Für die Einschlagsignale werden als Signalgeber Zugschalter oder Tastschalter verwendet. Als akustische Signalerzeuger dienen Einschlagwecker, dies sind Wecker, die mit einem Klöppelanker ausgerüstet sind und bei jedem Stromfluss nur einmal an die Glocke anschlagen. Dadurch ist es möglich, dass die Signale auch in rascher Folge hintereinander abgegeben werden können und auch deutlich ertönen. Damit nur die Einschlagsignale von der Sohle zum Fördermaschinisten gelangen, an denen sich der Förderkorb befindet, wird die Signalgabe über eine sohlenabhängige Signalblockierung verriegelt. Dies erfolgt durch spezielle Schalter am Teufenzeiger oder am Fahrtregler der Fördermaschine. Bei zweitrümmiger Förderung muss das Einschlagsignal erst zur Hängebank und von dort weiter zum Fördermaschinisten gegeben werden. Der Anschläger der Hängebank hat die Möglichkeit, per Einschlagsignal Rückfragen an die Anschläger zu stellen, die sich auf den Sohlen befinden. Beim Einkorbbetrieb wird das Einschlagsignal direkt zum Fördermaschinisten geleitet. Dieser kann ebenfalls per Einschlagsignal Rückfragen stellen. Alle Einschlagsignale sind an jedem Anschlag zu hören.

### Fertigsignaleinrichtungen
Beim Betrieb mittels Fertigsignaleinrichtung werden die Signale nicht erst zum Anschläger der Hängebank geleitet und von dort an den Fördermaschinisten weitergeleitet, sondern die Signale werden unabhängig von den anderen Anschlägen gegeben. Das Signal wird von jedem Anschlag über einen Tastschalter oder Zugschalter eingegeben. Die Fertigsignale der einzelnen Anschläge werden nach der Eingabe gespeichert. Zur Kontrolle wird das jeweilige Fertigsignal an den einzelnen Anschlägen durch eine Lampe angezeigt. Erst wenn alle Fertigsignale gegeben wurden, wird das Fertigsignal (Ausführungssignal) automatisch an den Fördermaschinisten weitergeleitet. Dieses Signal ist ein optisches und akustisches Signal. Das optische Ausführungssignal wird durch eine Fertiglampe und das akustische Ausführungssignal durch einen Rasselwecker gegeben. Nachdem der Fördermaschinist die Bremse geöffnet hat, werden die gespeicherten Fertigsignale gelöscht.

### Notsignal

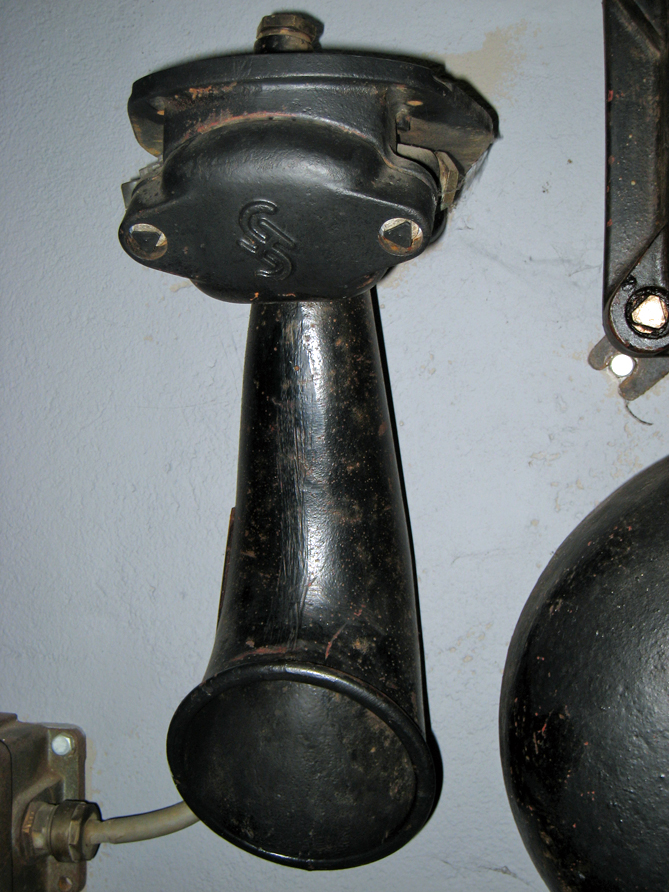
Notsignalhupe

Für Gefahrensituationen ist ein Notsignal vorgesehen, das über einen Notschalter betätigt wird. Nach Betätigen des Notschalters ertönt eine sehr laute Nothupe. Wenn das Notsignal ausgelöst wurde, werden alle gespeicherten Fertigsignale gelöscht. Wird ein Fertigsignal gegeben, wenn der Maschinist bereits die Bremse an der Fördermaschine gelüftet hat, muss ebenfalls ein Notsignal ertönen. Auch wenn ein gespeichertes Fertigsignal nicht gelöscht wird, ertönt das Notsignal. Das Notsignal ertönt sowohl auf dem Bedienstand des Fördermaschinisten als auch an allen Anschlägen. Bei Ertönen des Notsignals muss der Fördermaschinist die Fördermaschine sofort stillsetzen.

### Schachthammer
Der Schachthammer war bis zur Einführung der Elektrizität lange Zeit das einzige Kommunikationsmittel zwischen den Anschlägern und dem Fördermaschinisten. Er wird durch einen in der gesamten Schachtlänge verlaufenden Seilzug betätigt, der bis in den Maschinenraum oder bis zur Hängebank reicht. Das Seil betätigt einen Klöppel, der gegen eine Metallplatte oder Glocke schlägt und dadurch ein akustisches Signal erzeugt. Bei Schächten mit großer Teufe lässt sich der Schachthammer nur sehr langsam und schwerfällig betätigen. Aus diesem Grund ist der Schachthammer als Hauptsignalanlage durch elektrisch betätigte Einschlag- oder Fertigsignalanlagen verdrängt und in die Rolle einer Notsignalanlage gedrängt worden. Er wird heute nur noch bei Schachtbefahrungen oder Schachtarbeiten betätigt. Damit das Schachthammerseil nicht von den Anschlägen aus und nur von den auf dem Korb befindlichen Schachthauern betätigt werden kann, wird es im Bereich der Anschläge durch ein Rohr geführt. Während früher in den Schächten mechanische Schachthämmer verwendet wurden, werden heute elektrische Schachthämmer verwendet. Dazu wird das Seil an einem Zugschalter befestigt und dieser gibt bei Betätigung ein Signal über die elektrische Signaleinrichtung ab. Neben diesem elektromechanischen Schachthammer gibt es auch den elektronischen Schachthammer. Dieser Schachthammer besteht aus einem Einschlagsignalgeber, der das Signal über ein Funkübertragungssystem weiterleitet. Der Schachthammer muss im Schacht über die gesamte Teufe wirken. Wenn die Betriebsart Schachthammer eingeschaltet ist, darf von den Anschlägen außer dem Notsignal keine Signalgabe möglich sein.

### Optische Signale

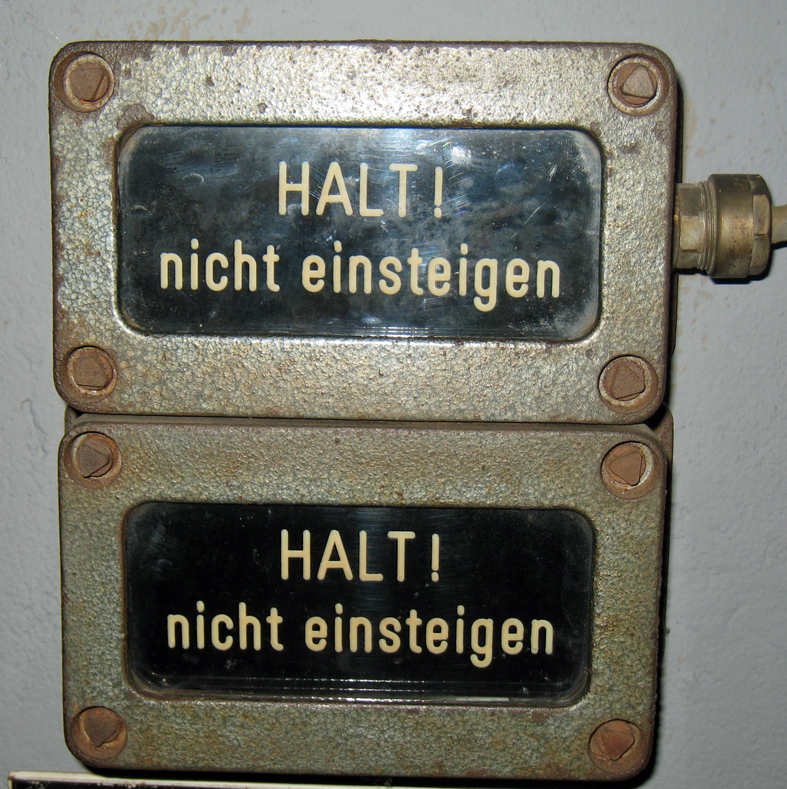
Optisches Signal
Korb nicht betreten

Neben den akustischen Signalen werden an allen untertägigen Anschlägen und auf der Hängebank zusätzliche optische Signale angebracht. Zur Anzeige der Betriebsbereitschaft werden hierfür Leuchtfelder verwendet. Außerdem wird mittels optischer Signale die jeweilige Betriebsart angezeigt. So kann jeder Bergmann gleich erkennen, ob sich die Anlage in der Betriebsart Seilfahrt, Schachthammerbetrieb oder Güterförderung befindet und sich entsprechend verhalten. Für die optischen Signalanzeigen werden unterschiedliche Farben verwendet. Für Warn- und Störungsleuchten werden rote Leuchten verwendet. Für Betriebszustände werden weiße Leuchten und für Fertigleuchten oder Torleuchten grüne Leuchten verwendet. Die Leuchtfelder müssen entsprechend ihrer Funktion beschriftet werden, ausgenommen sind davon Leuchten, die unverwechselbar sind, wie beispielsweise Torleuchten.

### Signalsäule
Sämtliche Schachtsignaleinrichtungen werden am Bedienstand des Fördermaschinisten in der Signalsäule zusammengeführt. Diese Signalsäule besteht aus einem säulenartigen Schaltschrank. In der Signalsäule befinden sich mehrere Leuchtfelder für die einzelnen Betriebsarten, die Signalgeräte des Signalgeräte des Fördermaschinistenbedienstandes und der Schachtsignalschreiber. Auf dem Schachtsignalschreiber werden sämtliche Signale, die Geschwindigkeit des Förderkorbes und die Bremsbetätigungen angezeigt. Zusätzlich werden auch die Signale zwischen den Sohlen und der Hängebank in zeitlicher Folge aufgezeichnet. Durch den Schachtsignalschreiber können alle Vorgänge auch im Nachhinein geprüft werden und bei Unfällen zur Klärung der Unfallursache verwendet werden.

## Die Signale

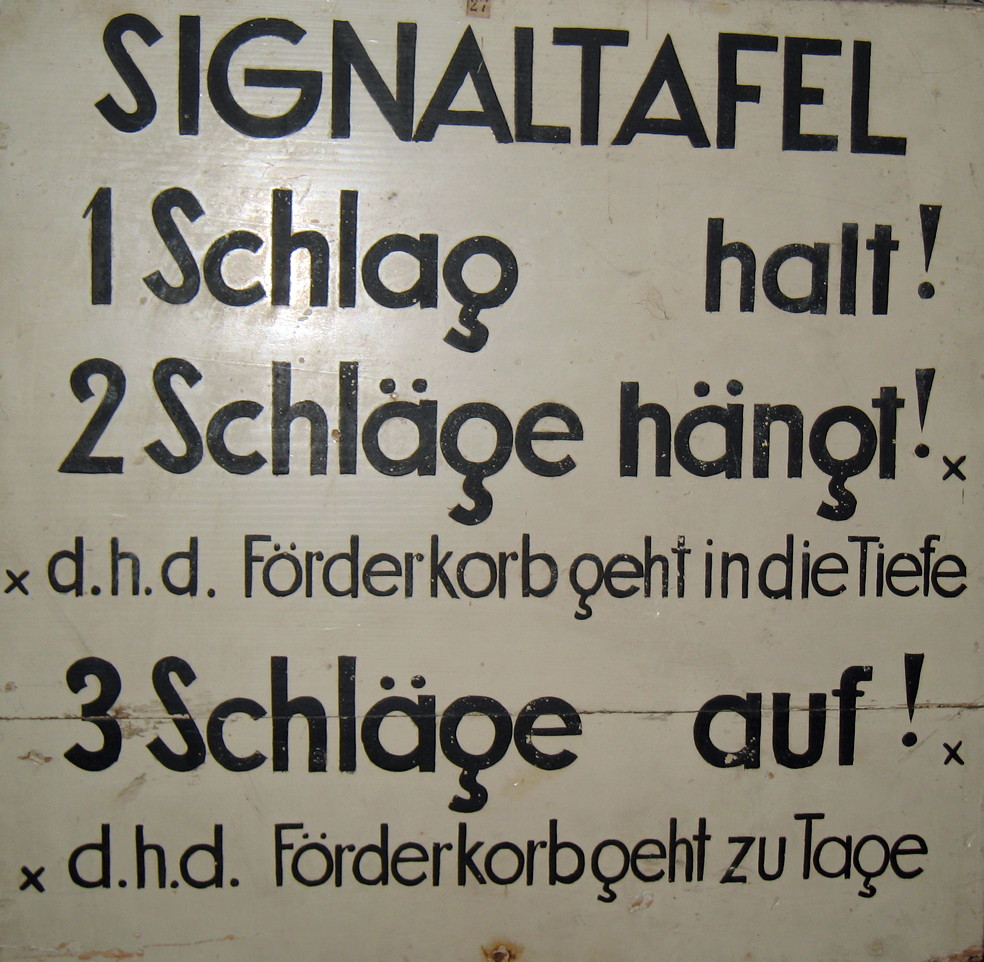
Signaltafel der Grube Lüderich

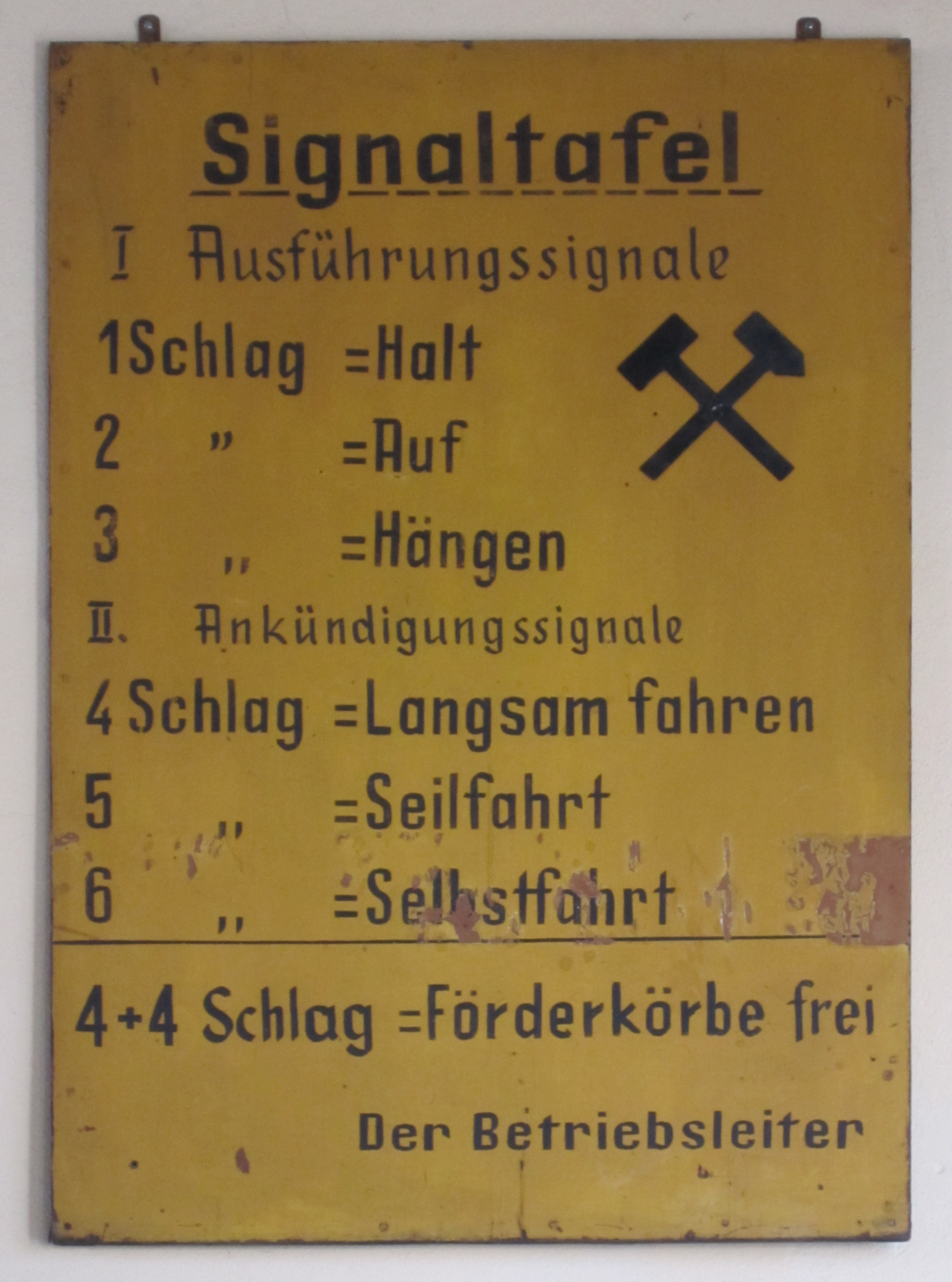
Signaltafel des Kaliwerkes Glückauf Sondershausen

Zur Verständigung werden einfache Signale verwendet. Im deutschen Bergbau wird zwischen Ausführungs- und Ankündigungssignalen unterschieden: Ausführungssignale sind im gesamten deutschen Bergbau einheitlich festgelegt, die Ankündigungssignale können zwischen den einzelnen Bergwerken unterschiedlich sein. Im Bergbau der DDR waren die Signale einheitlich festgelegt, und gelten in Landesregelungen der neuen Bundesländer bis heute. Die Regelungen der BVOS NRW gelten in den meisten westdeutschen Bundesländern sinngemäß.
| Zahl der Schläge | Zahl der Schläge | Bedeutung    | Bedeutung           |
| ---------------- | ---------------- | ------------ | ------------------- |
| westdeutsche BL  | ostdeutsche BL   |              |                     |
| 1                | 1                | Halt!        | Ausführungssignale  |
| 2                | 2                | Auf!         | Ausführungssignale  |
| 3                | 3                | Hängen!      | Ausführungssignale  |
|                  | 4                | Langsam!     | Ankündigungssignale |
| 4                | 5                | Seilfahrt    | Ankündigungssignale |
|                  | 6                | Selbstfahrer | Ankündigungssignale |
| 3+3              | 4+4              | Korb frei!   | Korb frei!          |

Die Ausführungssignale sind Halt, Auf und Hängen. Für das Signal „Halt“ wird ein Schlag, für das Signal „Auf“ werden zwei Schläge und für das Signal „Hängen“ drei Schläge gegeben. Grund dieser Regelung ist, insbesondere dem Haltesignal das kürzeste Signal zu geben. Das Signal „Halt“ wird auch bei Gefahr gegeben und dabei darf es zu keinen zeitlichen Verzug durch zu lange Signale kommen. Auch durch mangelhafte Signalgabe oder bei einer Störung, wenn nur ein Schlag durchkommt, kann es zu keiner Gefahr kommen, denn der Maschinenführer bewegt die Fördermaschine bei einem Schlag nicht.
Ankündigungssignale sind Signale, die eine gewisse Besonderheit im Betrieb ankündigen. Diese Signale werden oftmals durch optische Signale unterstützt oder ganz ersetzt. Die Ankündigungssignale sind auch heute noch in den Bergverordnungen unterschiedlich geregelt. So wird zum Beispiel die Seilfahrt gemäß der Thüringer BVOS mit fünf Schlägen angekündigt. Diese Regelung entspricht auch der in den anderen vier neuen Bundesländern. Gemäß der BVOS des Landes Nordrhein-Westfalen wird die Seilfahrt mit vier Schlägen angekündigt. Auch das Signal „Korb frei“ ist anders geregelt. In der Thüringer Bergverordnung gelten zweimal vier Schläge als „Korb frei“. In der BVOS von NRW wird das „Korb frei“-Signal durch zweimal drei Schläge angekündigt.
Bei Selbstfahrerseilfahrt ist die Zahl der Personen auf dem Korb gegenüber der Anschlägerseilfahrt begrenzt. Üblich sind sechs Personen plus Selbstfahrberechtigtem.
Auf das Signal „Korb frei“ zieht der Maschinist den Förderkorb vom Anschlag bzw. der Hängebank weg, sodass die Schachttore nicht geöffnet werden können.

## Verbale Kommunikation

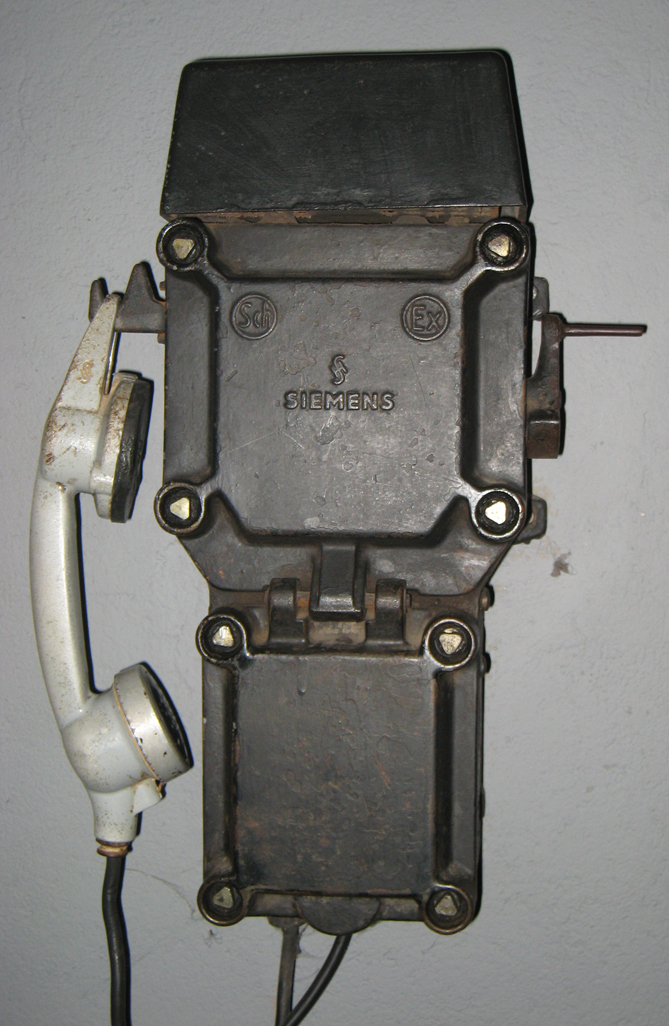
Schachttelefon

In bestimmten Situationen ist oftmals eine mündliche Verständigung zwischen dem Schachtbedienpersonal und dem Maschinenführer erforderlich. Bei älteren Schächten wurde früher bei geringen Teufen bis etwa 100 Meter ein Sprachrohr verwendet. Heute werden elektrische oder elektronische Fernsprecher (Schachttelefone) verwendet. Diese Fernsprecher ermöglichen jederzeit eine mündliche Kommunikation zwischen allen am Schacht befindlichen Anschlägern eines Förderturms und dem Maschinisten der jeweiligen Fördermaschine. Damit es nicht zu Verwechselungen kommt, müssen sich die Rufsignale der Fernsprecher von den Einzel- und den Notsignalen deutlich unterscheiden.
Zur mündlichen Kommunikation während der Schachtbefahrung oder bei Schachtarbeiten zwischen den Schachthauern und dem Maschinenführer werden spezielle FTS-Anlagen verwendet. Diese Anlagen dienen der Fördermitteltelefonie und ermöglichen auch eine mündliche Verständigung, während der Korb sich bewegt. Zur Signalgabe ist eine Taste vorhanden, die auf Kontaktkleben überwacht wird.